# Chichesters
Los Chichesters fue una banda callejera de mediados del siglo XIX basada en el barrio marginal de Five Points en Manhattan (Nueva York, Estados Unidos). La banda comenzó su andadura en los años 1820, robando en almacenes para posteriormente vender los artículos robados a tiendas locales, para posteriormente pasar al juego ilegal y los atracos.
Eran aliados de los Dead Rabbits en las luchas contra los Bowery Boys. Se calcula que su número fue de entre 50 a 100 miembros. Como muchas otras pandillas de la época, desapareció poco después del comienzo de la Guerra de Secesión, siendo absorbidos por los Whyos.